# Elementi del gruppo 5

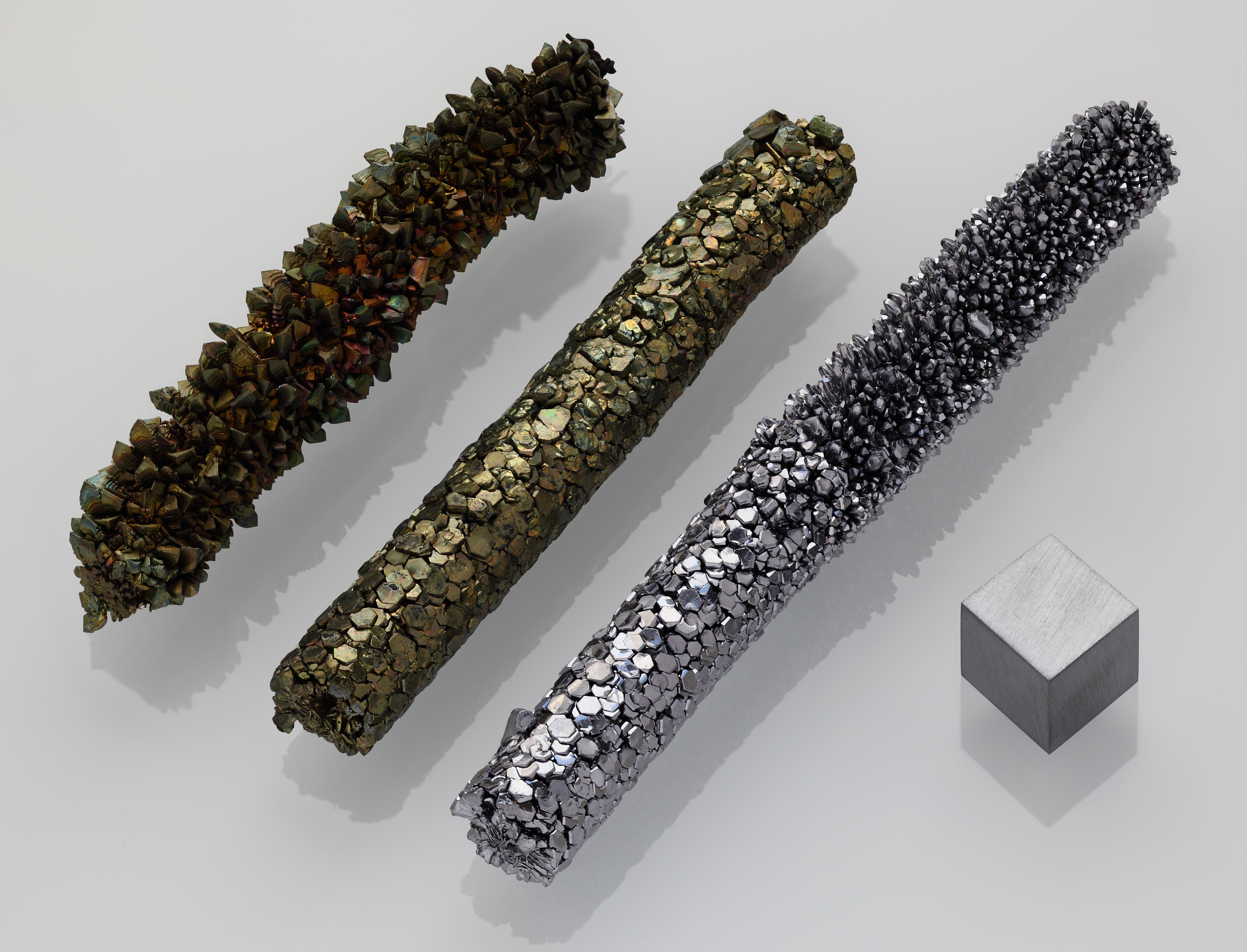
Vanadio puro al 99,9%. Tre campioni di barra cristallina con differente struttura superficiale ottenute mediante processo van Arkel-de Boer, a confronto con un cubo di 1 cm^{3} di vanadio puro al 99,95%.

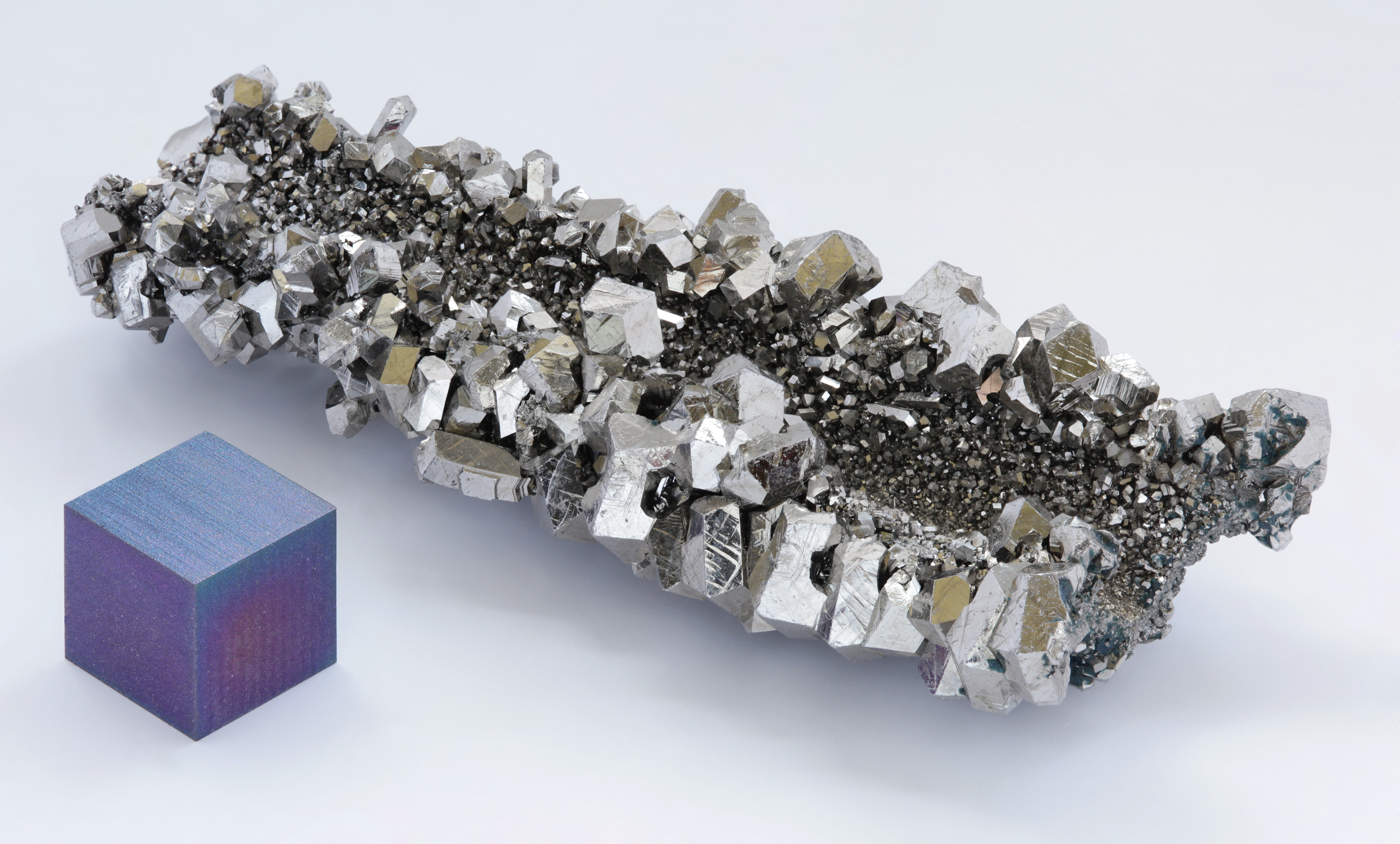
Cristalli di niobio ad elevata purezza (99,995%) formati da un processo di elettrolisi. Accanto, un cubo di niobio anodizzato puro al 99,95%.

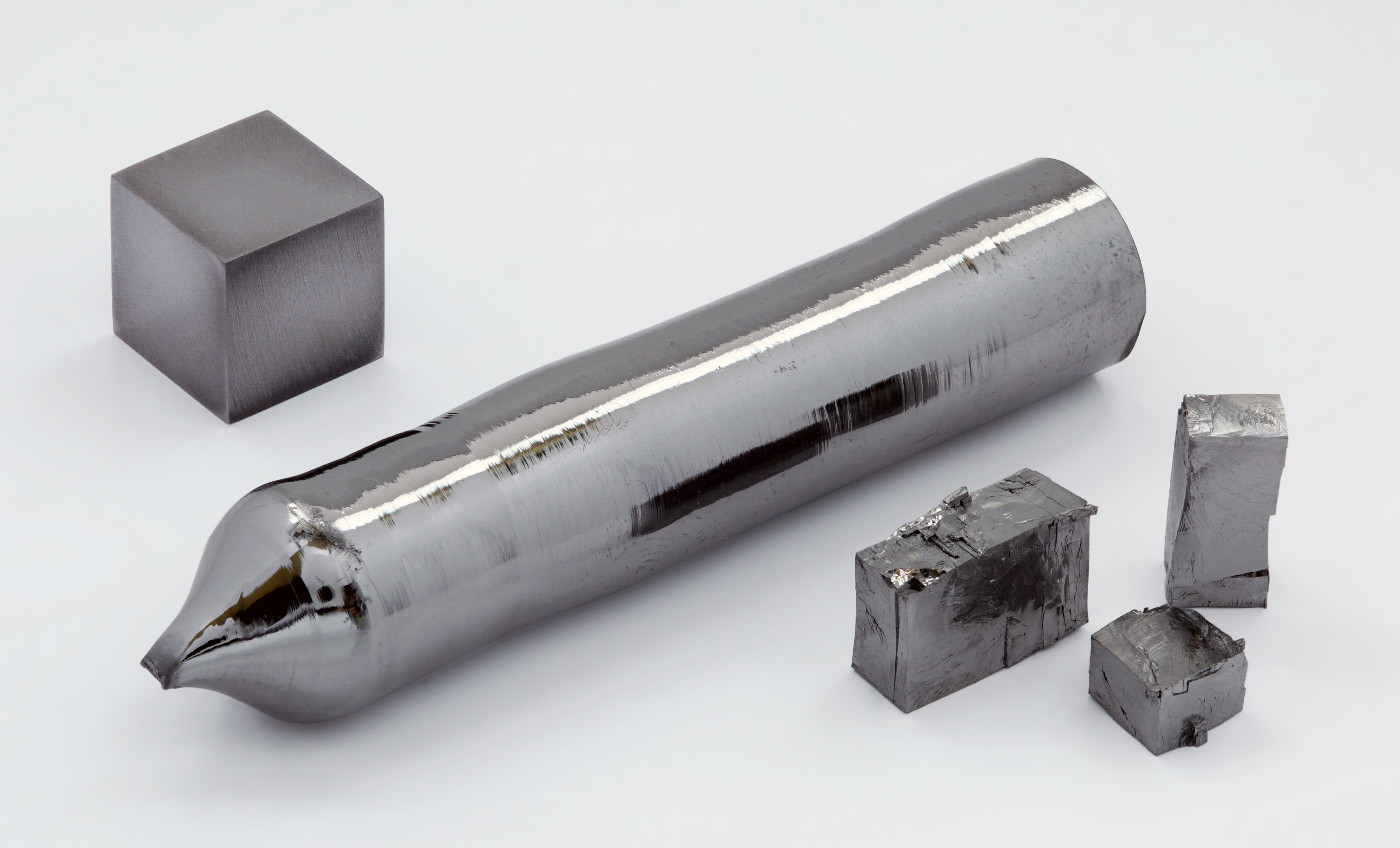
Monocristallo di tantalio ad elevata purezza (99,999 %) ottenuto per rifusione a zone; accanto alcuni frammenti dello stesso metallo e un cubo di 1 cm^{3} con purezza del 99,99%.

Gli elementi del gruppo 5 sono: vanadio (V), niobio (Nb), tantalio (Ta) e dubnio (Db). Il gruppo 5 fa parte del blocco d della tavola periodica e i suoi componenti sono metalli di transizione. Il dubnio è un elemento artificiale radioattivo; ne sono stati prodotti solo pochi atomi e le sue proprietà chimiche sono poco note.  Nella nomenclatura precedente questo gruppo era denominato VA o VB a seconda di diverse convenzioni usate rispettivamente in Europa e negli Stati Uniti d'America.
| Legenda dei colori della tabella a destra: | Metalli di transizione |

A temperatura ambiente questi elementi sono tutti solidi; il colore rosso per il numero atomico indica che quell'elemento è sintetico e non si trova in natura.

## Fonti
Il vanadio è il diciannovesimo elemento per abbondanza sulla crosta terrestre, diffuso in svariati minerali; i più importanti sono la vanadinite Pb5(VO4)3Cl e la carnotite K2(UO2)2(VO4)2·3H2O. Dalla lavorazione di questi minerali si ricava vanadio in forma di pentossido (V2O5), usato principalmente per ottenere la lega ferrovanadio; la produzione di vanadio metallico è più limitata e assomma a circa 7000 tonnellate all'anno. Niobio e tantalio sono chimicamente molto simili e si trovano quasi sempre assieme in natura. Il niobio è il 33º elemento per abbondanza sulla crosta terrestre, mentre il tantalio sta al 51º posto. Il loro minerale più importante è la columbite-tantalite (Fe,Mn)(Nb,Ta)2O6, dove niobio e tantalio sono contenuti in proporzioni variabili. La separazione dei due metalli è difficile; in genere si procede per estrazione con solventi.

## Tossicità e ruolo biologico
Il vanadio è essenziale in molte specie, uomo incluso. Il suo ruolo non è ancora ben chiarito. Un corpo umano ne contiene circa 20 mg, quantità molto maggiore del necessario, dato che la dieta giornaliera ne apporta circa 1-2 microgrammi, e di questi ne viene assorbito meno dell'uno per cento. I composti del vanadio non sono considerati particolarmente pericolosi. Niobio e tantalio non hanno ruoli biologici. Un corpo umano contiene circa 1,5 mg di niobio e 0,2 mg di tantalio. Il niobio e i suoi composti sono considerati poco tossici. Il tantalio è inerte all'interno del corpo e viene usato per protesi chirurgiche.

## Applicazioni
Il vanadio metallico puro è usato raramente. Il ferrovanadio è usato per produrre acciai speciali impiegati in molle, utensili, parti di motori a reazione. Il pentossido di vanadio è usato nell'industria chimica come catalizzatore nella sintesi dell'acido solforico, e nell'industria delle ceramiche e dei vetri come colorante. Il niobio è usato principalmente per migliorare la durezza e la resistenza degli acciai. Il tantalio è usato nella costruzione di impianti chimici per la sua elevatissima resistenza alla corrosione e alle alte temperature, in protesi chirurgiche per la sua inerzia, e in elettronica perché permette di costruire condensatori elettrici sottilissimi.

## Proprietà degli elementi

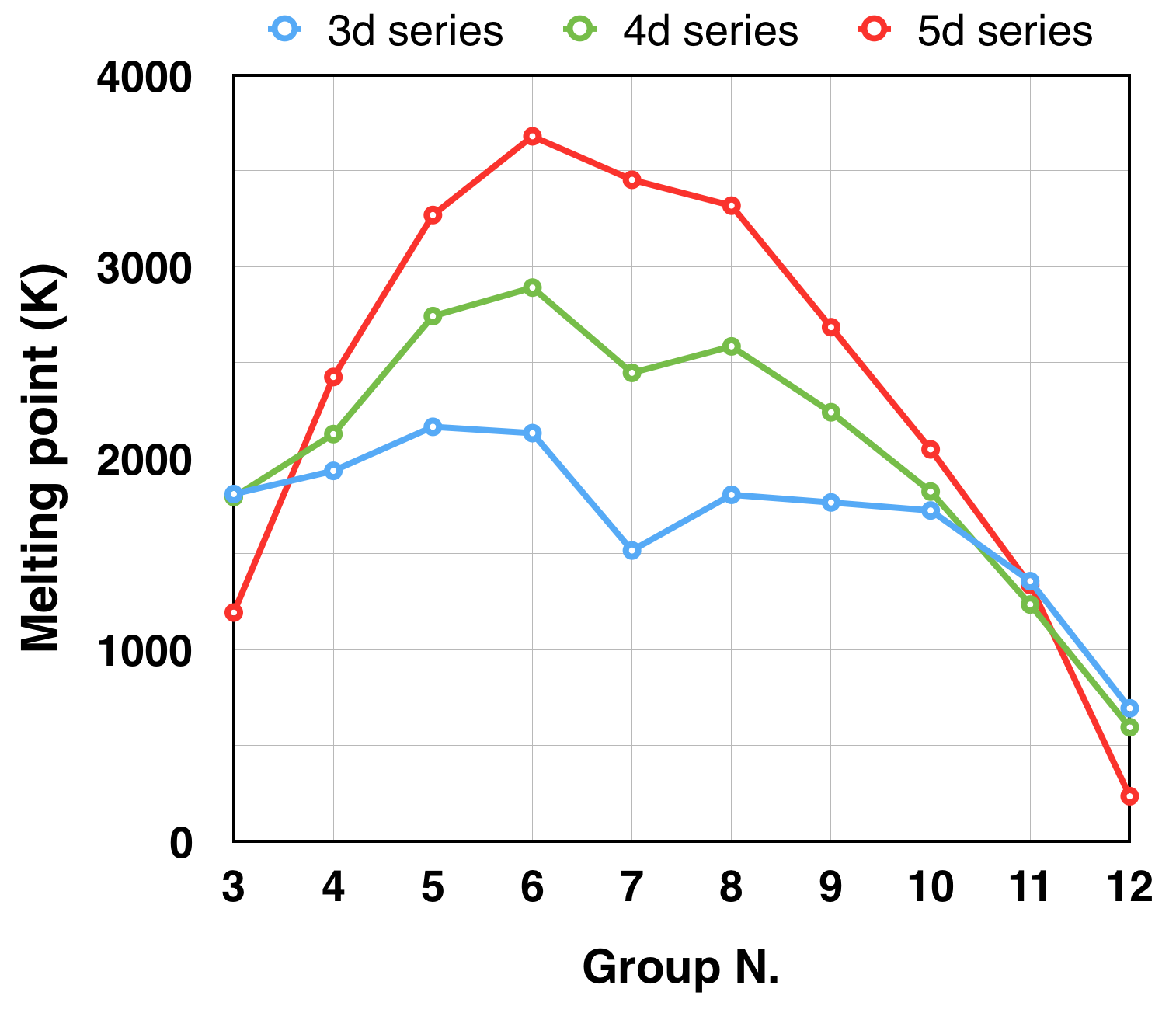
Punti di fusione degli elementi del blocco d.

Vanadio, niobio e tantalio hanno un tipico aspetto metallico, lucido e argenteo. Confrontandoli con gli elementi del gruppo 4 emergono andamenti attesi: gli elementi del gruppo 5 sono un po' più difficili da ossidare e hanno dimensioni un po' più piccole. Niobio e tantalio, i due elementi più pesanti, hanno dimensioni quasi identiche come conseguenza della contrazione lantanidica. L'aggiunta di un elettrone d contribuisce ancora a rendere più forte il legame metallico, come si vede dai valori delle entalpie di atomizzazione, e dai valori crescenti del punto di fusione. I valori di queste grandezze raggiungono il massimo in questo gruppo e nel successivo.
| Proprietà                               | Vanadio      | Niobio       | Tantalio          |
| --------------------------------------- | ------------ | ------------ | ----------------- |
| Peso atomico (u)                        | 50,94        | 92,91        | 180,95            |
| Configurazione elettronica              | [Ar] 3d3 4s2 | [Kr] 4d3 5s2 | [Xe] 4f14 5d3 6s2 |
| Punto di fusione (°C)                   | 1915         | 2468         | 2980              |
| Punto di ebollizione (°C)               | 3350         | 4758         | 5534              |
| Densità (g/cm3a 25 °C)                  | 6,11         | 8,57         | 16,65             |
| Raggio metallico (pm)                   | 134          | 146          | 146               |
| Raggio ionico M5+ (pm)                  | 54           | 64           | 64                |
| Elettronegatività (Pauling)             | 1,6          | 1,6          | 1,5               |
| Entalpia di fusione (kJ·mol−1)          | 17,5         | 26,8         | 24,7              |
| Entalpia di vaporizzazione (kJ·mol−1)   | 460          | 680          | 758               |
| Entalpia di atomizzazione (kJ·mol−1)    | 510          | 724          | 782               |
| Resistività elettrica a 20 °C (Ω·m·108) | ≈25          | ≈12,5        | ≈12,4             |

## Reattività chimica e andamenti nel gruppo[2][3][4]
Analogamente agli elementi del gruppo 5, vanadio, niobio e tantalio possono reagire a temperatura elevata con elementi non metallici dando composti spesso interstiziali o non stechiometrici. Sono resistenti alla corrosione perché si passivano ricoprendosi con un film superficiale di ossido. Vanadio e niobio sono attaccati a caldo da acidi concentrati, compreso l'acido fluoridrico, ma resistono ad alcali fusi. Il tantalio è un po' più resistente agli acidi, ma viene attaccato da alcali fusi.
Come spesso accade nel blocco d, il primo membro del gruppo si differenzia dagli altri due, che sono molto simili tra loro. Dalla configurazione elettronica (n-1)d3 ns2 ci si possono aspettare stati di ossidazione tipici da +2 a +5, ma in realtà solo per il vanadio si osservano facilmente tutti gli stati di ossidazione da +2 a +5. Per niobio e tantalio invece lo stato di ossidazione più comune e importante è +5, dato che in genere nel blocco d scendendo lungo il gruppo cresce la preferenza per gli stati di ossidazione più elevati. Inoltre, tutti gli elementi del gruppo possono arrivare allo stato di ossidazione –3 in composti organometallici come M(CO)53–.

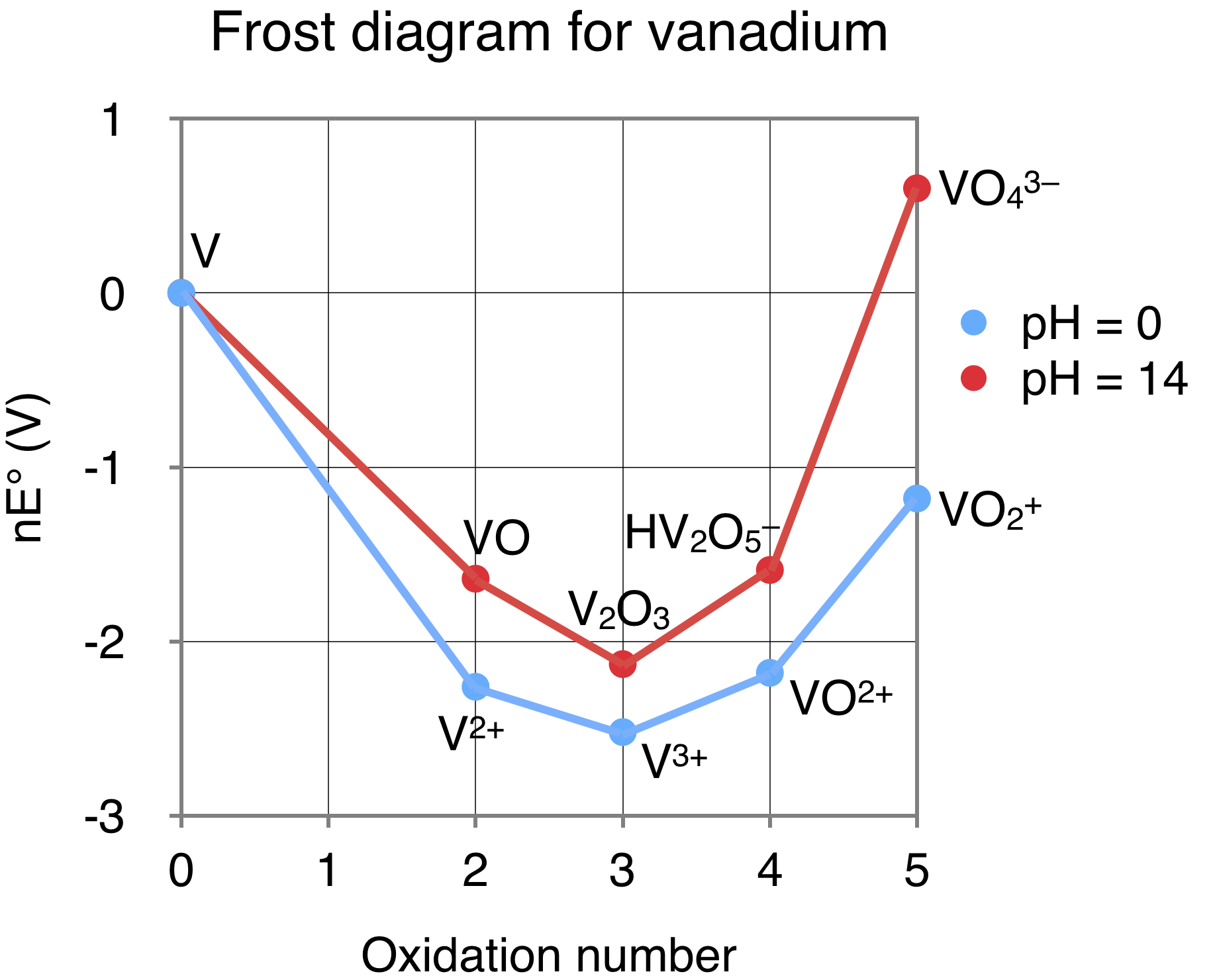
Diagramma di Frost per il vanadio.

Come si vede dal diagramma di Frost, nel vanadio lo stato di ossidazione più stabile è il +3 mentre lo stato +2 è riducente. Lo stato +4 è solo poco ossidante, specie in soluzione acida, per cui risulta abbastanza stabile in soluzione; il +5 è anche comune, e risulta più ossidante in soluzione basica rispetto alla soluzione acida (tale andamento è anomalo nel blocco d). Nello stato di ossidazione +5 il vanadio dà origine ad una gran varietà di anioni di tipo polimerico (polivanandati) che sono tipici anche di molibdeno e tungsteno nel gruppo successivo; niobio e tantalio hanno poca tendenza a dare questi composti polimerici. In soluzione gli ioni M5+ sono troppo carichi per esistere; nel caso del vanadio si formano ossoanioni e ossocationi (VO43–, VO2+). Analogamente, nello stato di ossidazione +4 c'è lo ione vanadile VO2+; questa è un'unità biatomica particolarmente stabile, che mantiene la sua identità in varie condizioni di reazione e forma molti complessi, come ad esempio VO(acac)2. Niobio e tantalio non formano specie cationiche tipo MO2+ e MO2+. Gli ioni M4+ nel gruppo 5 hanno un raggio solo di poco più piccolo che nel gruppo 4, e nei complessi si può arrivare al numero di coordinazione 8. Nello stato di ossidazione +5 invece le dimensioni del vanadio sono troppo piccole per permettere un numero di coordinazione così elevato.